# Miriam Mambrini
Miriam Mambrini (Rio de Janeiro, 1938) é uma escritora brasileira.
Graduou-se em Letras pela PUC-Rio. Ganhou o prêmio Stanislaw Ponte Preta de 1991, na categoria Conto, com Taxidermia, publicado mais tarde na sua coletânea Grandes peixes vorazes.

## Lista de obras
- 1994 - O baile das feias (contos) - Obra Aberta
- 1997 - Grandes peixes vorazes (contos) - 7Letras
- 2000 - A outra metade (romance) - 7letras
- 2004 - As pedras não morrem (novela) - Bom Texto
- 2006 - O crime mais cruel (romance) - Bom Texto
- 2008 - Maria Quitéria, 32 (crônicas) - Bom Texto
- 2009 - Vícios ocultos (contos) - Bom Texto
- 2012 - Ninguém é Feliz no Paraíso (romance) - Imã Editorial
- 2015 - A bela Helena (romance) - 7Letras
- 2017 - Pássaros Pretos (romance policial) - 7Letras